# Gymnogobius
Gymnogobius – rodzaj ryb z rodziny babkowatych.

## Klasyfikacja
Gatunki zaliczane do tego rodzaju:

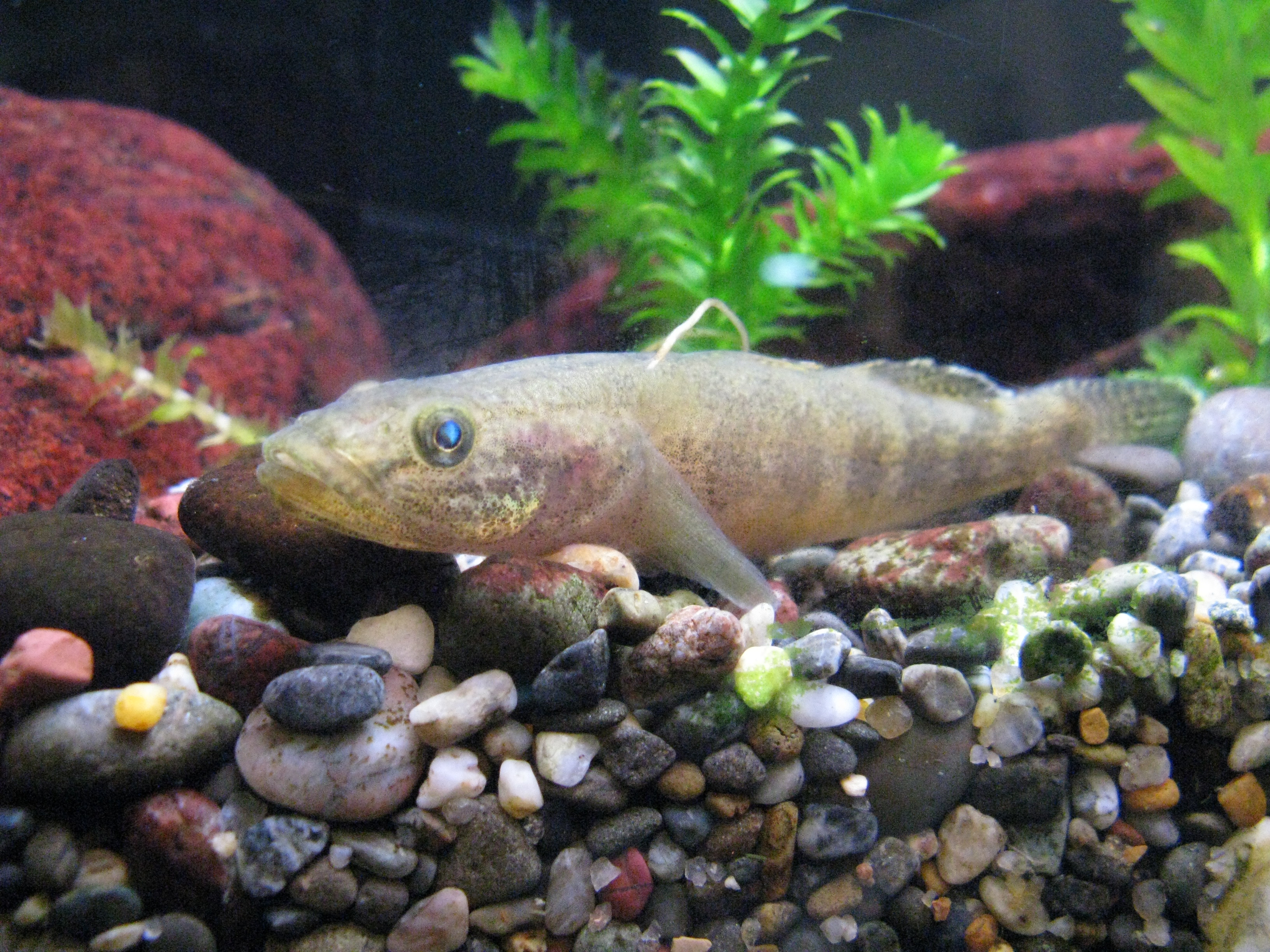
Gymnogobius breunigii
- Gymnogobius castaneus
- Gymnogobius cylindricus
- Gymnogobius heptacanthus
- Gymnogobius isaza
- Gymnogobius macrognathos
- Gymnogobius mororanus
- Gymnogobius opperiens
- Gymnogobius petschiliensis
- Gymnogobius scrobiculatus
- Gymnogobius taranetzi
- Gymnogobius transversefasciatus
- Gymnogobius uchidai
- Gymnogobius urotaenia
- Gymnogobius zhoushanensis

- Gymnogobius urotaenia